# VfR 1915 Schweidnitz
VfR 1915 Schweidnitz was een Duitse voetbalclub uit Schweidnitz, dat tegenwoordig het Poolse Świdnica is.

## Geschiedenis
De club werd opgericht in 1915. De club speelde in de Neder-Silezische competitie, een van de competities van de Zuidoost-Duitse voetbalbond. De club speelde in de hoogste klasse in 1921/22. In 1925 kon de club terug promotie afdwingen, maar na dit seizoen werden de clubs uit Schweidnitz overgeheveld naar de nieuwe Berglandse competitie.
In 1928 werd de club voor het eerst groepswinnaar en nam het in de finale op tegen Waldenburger SV 09. Omdat er tijdsnood was werd Waldenburger alvast afgevaardigd naar de Zuidoost-Duitse eindronde, maar het was uiteindelijk wel Schweidnitz dat de titel won. Twee jaar later speelde de club opnieuw de finale, nu tegen stadsrivaal SV Preußen Schweidnitz. Na een 7-1 pandoering kon Preußen de terugwedstrijd met 2-0 winnen waardoor er een derde wedstrijd kwam, die VfR ook weer won. Dit keer mocht de club wel naar de Zuidoost-Duitse eindronde en werd daar vierde op zes clubs. De volgende drie jaar kon de club de titel niet meer winnen.
Na 1932/33 werd de Gauliga Schlesien ingevoerd als nieuwe hoogste klasse. De clubs uit de Berglandse competitie werden hiervoor te licht bevonden en moesten in de tweede klasse, Bezirksliga Mittelschlesien gaan spelen. Om een competitief elftal te hebben fuseerden SV Preußen en VfR tot DSV Schweidnitz.

## Erelijst
Kampioen Bergland
1928, 1930